# Saint-Sauveur-sur-École
Saint-Sauveur-sur-École település Franciaországban, Seine-et-Marne megyében. Lakosainak száma 1120 fő (2022. január 1.). Saint-Sauveur-sur-École Boissise-le-Roi, Perthes, Pringy, Saint-Fargeau-Ponthierry, Saint-Germain-sur-École, Nainville-les-Roches és Soisy-sur-École községekkel határos.

## Népesség
A település népessége az elmúlt években az alábbi módon változott:
| Lakosok száma | 1109 | 1123 | 1140 | 1122 | 1113 | 1107 | 1102 | 1103 | 1120 |
|               | 2013 | 2015 | 2016 | 2017 | 2018 | 2019 | 2020 | 2021 | 2022 |